# 墨西哥無毛犬

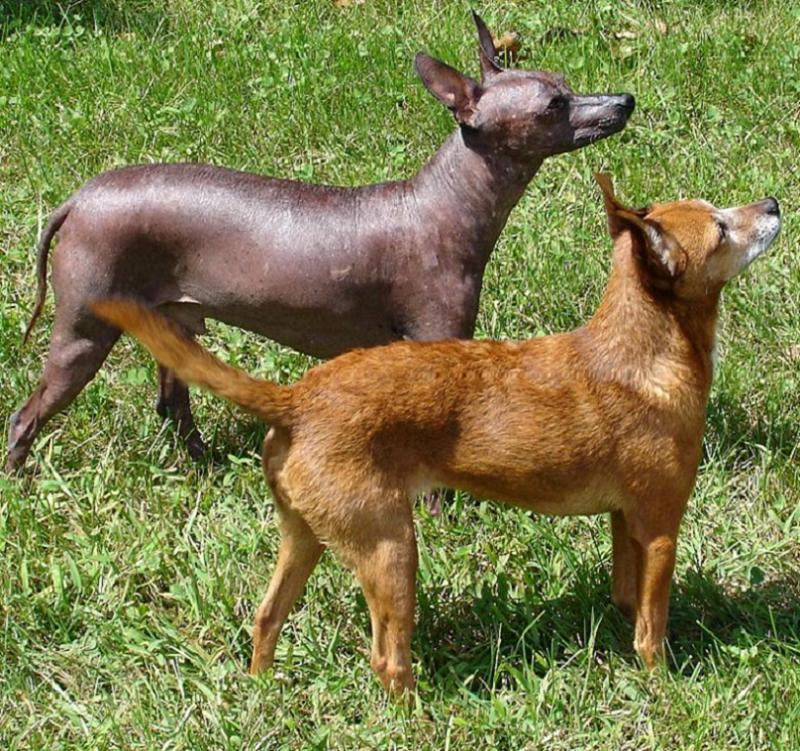
墨西哥無毛犬有兩種型態，有毛 (前) 和無毛 (後)，體型則有三種，迷你、小型和標準。

墨西哥無毛犬（英語：Xoloitzcuintle）是一種稀有的無毛犬種。

## 特徵
- 寿命：  12~15年
- 体态特征：  耳薄，腿短，胸窄。

## 歷史
墨西哥無毛犬是美洲最古老的犬種之一。在前250年至450年的科利馬文明發現有牠們形象的陶器。另外，在墨西哥西部的古代墳墓發現疑似墨西哥無毛犬的遺骸，距今約1000 ~ 1300年之久。牠們被古代美洲文明當作食物、崇拜形象，以及儀式上解除病痛的用途。
在16世紀西班牙人征服墨西哥後，當地原生犬種多被歐洲人帶來的犬種所同化消失。只有墨西哥無毛犬由於宗教上的價值被當地原住民所保存，禁止與其他犬種雜交，藏在墨西哥西部數個村莊數百年之久。
今天墨西哥無毛犬仍然非常少見，只有少數育種者飼養此犬種，大部份在墨西哥和美國。